# Sabiha Bengütaş
Sabiha Ziya (házasság után Sabiha Bengütaş, Isztambul, 1904 – Ankara, 1992. október 2.) török festőművész, szobrászművész, aki főképpen Törökország első női szobrászaként ismert.

## Életrajz
1904-ben született Isztambulban, az iskolát az Eyüp Sultan Reşadiye Numune Mektebi-ben (ma: Eyüp Anadolu Lisesi) kezdte, de apja nem sokkal később családjával együtt Damaszkuszba költözött, ahol négy évig tanult, de eközben a francia katolikus iskolába is járt egy évet. Visszatérve Törökországba, az Isztambul mellett lévő, márvány-tengeri Buyukada szigetén telepedtek le. Itt a Köprülü Fuat pasa iskolába járt, melynek elvégzését követően, 1920-ban a Sanayi-i Nefise Mekteb-i (ma: Mimar Sinan Güzel Sanatlar Üniversitesi) intézményébe iratkozott be, ahol a festészet szakon İhsan Bey volt a tanára. Itt egy évet tanult, majd átiratkozott szobrászat szakra, s első nőként csatlakozott a három férfi szobrász hallgatóhoz.
Az akadémiai diákok közötti verseny első díját megnyerve (Prix de Rome), jogot szerzett arra, hogy az Atatürk alapította ösztöndíjjal külföldre mehessen a Római Képzőművészeti Akadémiára, ahol Ermenegildo Luppi műhelyében tanulhatott. 1928-ban, a kialakítás alatt álló isztambuli Taksim tér és a Köztársaság emlékművön dolgozó híres olasz szobrász, Pietro Canonica asszisztense volt, és az emlékmű elkészültét követően 18 hónapra Olaszországba tanulmányútra ment. Visszatért Törökországba, de 1933-ban férjével Európába utazott és Belgiumban, majd Oroszországban élt.
Az 1925. július 31-én megnyitott Galatasaray kiállításon első alkalommal nők is részt vettek. (Ez a kiállítás 35 év alatt, 350 művész 6000 alkotását mutatta be.) Bengütaş művei közt szerepelt három Ahmet Haşim mellszobor is. Ugyanezen a kiállításon Törökország második női szobrásza, Melek Ahmet is részt vett. Sabiha Bengütaş a következő évi kiállításon Hakkı Şinasi pasa, Prof. Dr. Akil Mukhtar és a festő Hikmet Bey büsztjével mutatkozott be. 1938-ban volt két, nyílt nevezésű, „Atatürk” és „İnönü” szobrászverseny, melyeket megnyert. Ezután Bengütaş ismét Rómába ment, hogy vázlatokat készítsen leendő szobrai előterveiként.
Nyugdíjba vonulása után Ankarában telepedett le, 1992-ben halt meg.

## Magánélete
A híres török író, költő, nagykövet Abdülhak Hamid unokájához, Şakir Emin Bengütaşhoz ment feleségül. Fogadott lánya Nurol Bengütaş.

## Válogatás az alkotásaiból
- Atatürk (carrarai márványból készült szobra a Çankaya elnöki palota kertjében)
- İsmet İnönü (a mudanyai fegyverszüneti tárgyalásokon viselt egyenruhájában ábrázolva, a Nyugati Front parancsnokaként)
- Abdülhak Hamid (török író, költő, diplomata)
- Ahmet Haşim (török szimbolista költő)
- Namık İsmail (török impresszionista festőművész)
- Bedia Muvahhit (az első török muszlim színésznő)
- Prof. Dr. Akil Muhtar Özden (török orvos, politikus)
- Hakkı Şinasi pasa (török tengernagy, orvos, politikus)
- Hikmet Bey (török festőművész)
- Ali Fuat pasa (Ali Fuat Cebesoy) török katonatiszt, politikus
- Mevhibe İnönü (İsmet İnönü felesége)
- Hasan Ali Yücel (török reformista oktatási miniszter)
- Josef Páleníček (cseh zongorista)
- Aysel Öymen
- Roy Kohler
- Ali İhsan Kalmaz (török tüzér hadnagy, mártír)

## Lásd még
- Türkiye'de mesleklerine göre ilk kadınlar listesi

## Fordítás
- Ez a szócikk részben vagy egészben  a   Sabiha Bengütaş című török Wikipédia-szócikk fordításán alapul.  Az eredeti cikk szerkesztőit annak laptörténete sorolja fel. Ez a jelzés csupán a megfogalmazás eredetét és a szerzői jogokat jelzi, nem szolgál a cikkben szereplő információk forrásmegjelöléseként.